# Kelisia hagemini
Kelisia hagemini är en insektsart som beskrevs av Adolf Remane och Jung 1995. Kelisia hagemini ingår i släktet Kelisia och familjen sporrstritar. Inga underarter finns listade i Catalogue of Life.